# Guy Garvey
Guy Edward John Garvey (Bury, 6 marzo 1974) è un cantautore britannico, noto come frontman degli Elbow.

## Biografia
È il frontman e principale compositore (insieme al tastierista Craig Potter) e autore del gruppo alternative rock Elbow, di cui fa parte dal 1990. Il gruppo ha adottato il nome Elbow nel 1997 e ha esordito con un album in studio nel 2001.
Nel 2010 Garvey ha prestato la voce al brano Flat Of The Blade dei Massive Attack, dei quali egli è un ammiratore di vecchia data. Garvey racconta che Robert Del Naja lo chiamò per chiedere una collaborazione con lui. Gli fece ascoltare una base di batteria elettronica arricchita da suoni ed effetti speciali, e fu così che Garvey realizzò la melodia, il testo e la sezione orchestrale, arrangiata da lui stesso ed eseguita dagli ottoni. Insieme a Del Naja ha realizzato altri tre brani, due nello stesso anno e uno successivamente nel 2014.
Nell'ottobre 2015 Garvey ha pubblicato il suo primo album solista.
Dal giugno 2016 è sposato con l'attrice Rachael Stirling.

## Discografia

### Da solista
- 2015 - Courting the Squall